# Lenka Ilavská
Lenka Ilavská-Litvinová (Liptovský Mikuláš, 5 maggio 1972) è un'ex ciclista su strada e mountain biker slovacca, fino al 1992 cecoslovacca, vincitrice della quarta edizione del Giro d'Italia femminile, nel 1993.

## Carriera
Nata nel 1972 a Liptovský Mikuláš, nell'allora Cecoslovacchia, iniziò la carriera nel ciclismo nel 1991, a 19 anni. Ottenne il risultato più importante della carriera nel 1993, vincendo il Giro d'Italia femminile, oltre che la classifica scalatrici della stessa corsa. Prese poi parte ad altri tre Giri, concludendo sesta nel 1994, settima nel 1996 e ritirandosi nel 1999. In carriera vinse inoltre l'Emakumeen Bira nel 1992, il Thüringen Ladies Tour nel 1993, il Tour de Feminin-O cenu Českého Švýcarska nel 1995, ma anche due Steiermark Rundfahrt, due GP Prešov & Pravda e una Volta a Portugal. In carriera fu anche 15 volte campionessa nazionale, della Cecoslovacchia a cronometro nel 1992 e poi per 14 volte della Slovacchia, 6 nella gara in linea e 8 a cronometro. 
Nel 1996, a 24 anni di età, partecipò ai Giochi olimpici di Atlanta 1996, arrivando 24ª con il tempo di 2h37'06" nella corsa in linea, 17ª in 39'57" nella cronometro e 21ª in 2h04'43" nel cross-country di mountain bike. In carriera prese parte a sette edizioni dei Mondiali su strada, ottenendo i migliori piazzamenti a Lugano 1996, 18ª in linea e 15ª a cronometro. Concluse la carriera a 30 anni, nel 2002.
Dopo il ritiro è passata al duathlon, vincendo un bronzo ai Mondiali di long distance nel 2002 e arrivando 21ª ai Mondiali nel 2003.

## Palmarès
- 1992 (3 vittorie)

Campionati cecoslovacchi, Cronometro
Emakumeen Bira
5ª tappa Thüringen Ladies Tour
- 1993 (12 vittorie)

Campionati slovacchi, Cronometro
Volta a Portugal
Thüringen Ladies Tour
Steiermark Rundfahrt
6ª tappa (1ª semitappa) Giro Donne (Diano Marina > Diano Marina)
Classifica generale Giro Donne
3ª tappa Thüringen Ladies Tour
1ª tappa Steiermark Rundfahrt
3ª tappa Emakumeen Bira
1ª tappa GP Presov & Pravda
2ª tappa Volta a Portugal
5ª tappa Volta a Portugal
- 1994 (12 vittorie)

Campionati slovacchi, Gara in linea
Campionati slovacchi, Cronometro
GP Kysuce - Orava - Kysuce
Sobranecky Okruh
7ª tappa Giro Donne (Firenze > Pescia)
3ª tappa Giro di Sicilia
3ª tappa GP Kysuce - Orava - Kysuce
1ª tappa Sobranecky Okruh
2ª tappa GP Presov & Pravda
1ª tappa Vuelta a Mallorca
4ª tappa Vuelta a Mallorca
1ª tappa Volta a Portugal
- 1995 (10 vittorie)

Campionati slovacchi, Cronometro
Tour de Feminin-O cenu Českého Švýcarska
GP Presov & Pravda
Steiermark Rundfahrt
1ª tappa Tour de Feminin-O cenu Českého Švýcarska
3ª tappa Tour de Feminin-O cenu Českého Švýcarska
4ª tappa Tour de Feminin-O cenu Českého Švýcarska
1ª tappa GP Presov & Pravda
2ª tappa Steiermark Rundfahrt
3ª tappa Steiermark Rundfahrt
- 1996 (Lokomotiva FEST SWAM Prešov, 7 vittorie)

Campionati slovacchi, Gara in linea
Campionati slovacchi, Cronometro
Steiermark Rundfahrt
3ª tappa Emakumeen Bira
tappa Emakumeen Bira
2ª tappa Steiermark Rundfahrt
3ª tappa Steiermark Rundfahrt
- 1997 (5 vittorie)

Campionati slovacchi, Gara in linea
Campionati slovacchi, Cronometro
GP Presov & Pravda
5ª tappa Giro della Toscana Femminile-Memorial Michela Fanini
1ª tappa GP Presov & Pravda
- 1998 (4 vittorie)

Campionati slovacchi, Gara in linea
Campionati slovacchi, Cronometro
2ª tappa Emakumeen Bira
1ª tappa GP de la Mutualite de la Haute-Garonne
- 1999 (Swam Hooch, 3 vittorie)

Campionati slovacchi, Gara in linea
2ª tappa Tour de Bretagne
5ª tappa Tour de Bretagne
- 2000 (TJ Lokomotiva Swam Prešov, 1 vittoria)

Campionati slovacchi, Cronometro
- 2001 (2 vittorie)

Campionati slovacchi, Gara in linea
Campionati slovacchi, Cronometro
- 2002 (4 vittorie)

Campionati slovacchi, Gara in linea
Campionati slovacchi, Cronometro
Oostduinkerke
Boucles Nontronnaises

### Altri successi
- 1993

Classifica scalatrici Giro Donne

## Piazzamenti

### Grandi Giri
- Giro d'Italia

1993: vincitrice
1994: 6ª
1996: 7ª
1999: ritirata

### Competizioni mondiali

#### Strada
- Mondiali

Oslo 1993 - In linea: 44ª
Catania 1994 - In linea: 57ª
Catania 1994 - Cronometro: 32ª
Duitama 1995 - In linea: 46ª
Duitama 1995 - Cronometro: 30ª
Lugano 1996 - In linea: 18ª
Lugano 1996 - Cronometro: 15ª
San Sebastián 1997 - In linea: 19ª
San Sebastián 1997 - Cronometro: 19ª
Valkenburg 1998 - In linea: ritirata
Valkenburg 1998 - Cronometro: 16ª
Verona 1999 - In linea: 27ª
Verona 1999 - Cronometro: 21ª
- Giochi olimpici

Atlanta 1996 - Corsa in linea: 24ª
Atlanta 1996 - Cronometro: 17ª

#### Mountain biking
- Giochi olimpici

Atlanta 1996 - Cross country: 21ª